# Львівська обласна рада народних депутатів II демократичного скликання
Львівська обласна рада народних депутатів ІІ демократичного скликання — представничий орган Львівської області у 1994—1998 роках.
Головою Львівської обласної ради народних депутатів ІІ демократичного скликання на прямих виборах обрано Миколу Гориня, 1945 р.н., позапартійного, голову Львівської обласної ради народних депутатів І демократичного скликання.
Нижче наведено список депутатів Львівської обласної ради народних депутатів ІІ демократичного скликання, обраних 26 червня 1994 року в загальних округах. Всього до Львівської обласної ради ІІ демократичного скликання було обрано 75 депутатів.
| Прізвище, ім'я, по-батькові       | Місто чи район           | Виборчий округ          | Партійність                                      | Посада | Примітки                         |
| --------------------------------- | ------------------------ | ----------------------- | ------------------------------------------------ | --- | -------------------------------- |
| Андрушко Орест Дмитрович          | Старосамбірський район   | Добромильський № 66     | позапартійний                                    | голова акціонерної агрофірми «Міженець» села Міженець Старосамбірського району                                                                                 |                                  |
| Білак Іван Іванович               | місто Самбір             | Самбірський № 23        | позапартійний                                    | директор Самбірського народного (колективного) м’ясопереробного підприємства «Самбірчанка»                                                                     |                                  |
| Ваврин Михайло Васильович         | місто Дрогобич           | Дрогобицький № 20       | позапартійний                                    | начальник відділу внутрішніх справ Дрогобицького міськвиконкому                                                                                                |                                  |
| Віняр Степан Михайлович           | Мостиський район         | Судововишнянський № 51  | позапартійний                                    | працівник організаційного відділу Львівського регіонального фонду «Молода Галичина»                                                                            |                                  |
| Вовк Василь Йосипович             | Буський район            | Буський № 31            | позапартійний                                    | заступник начальника управління сільського господарства і продовольства Буської районної державної адміністрації                                               |                                  |
| Вовк Михайло Федорович            | Буський район            | Красненський № 32       | позапартійний                                    | начальник цеху Львівського м’ясокомбінату |                                  |
| Врубель Йосип Антонович           | Сокальський район        | Белзький № 63           | член Української селянської демократичної партії | голова АТ «Агросервіс» Сокальського району |                                  |
| Гадзало Ярослав Михайлович        | Городоцький район        | Городоцький № 33        | член Української селянської демократичної партії | начальник управління сільського господарства і продовольства Городоцької районної державної адміністрації                                                      |                                  |
| Гладій Михайло Васильович         | Городоцький район        | Комарнівський № 34      | член Української селянської демократичної партії | заступник глави Львівської обласної державної адміністрації |                                  |
| Гнатів Микола-Ярослав Миколайович | Миколаївський район      | Миколаївський № 47      | позапартійний                                    | голова Львівського обласного фонду комунального майна |                                  |
| Голуб Олександр Володимирович     | місто Львів              | Шевченківський № 16     | член Комуністичної партії України                | кореспондент газет «Вільна Україна» та «Правда» |                                  |
| Гринів Олексій Григорович         | місто Львів              | Залізничний № 5         | позапартійний                                    | директор Львівського державного експериментального підприємства засобів пересування і протезування                                                             |                                  |
| Грищенко Олександр Павлович       | місто Трускавець         | Трускавецький № 26      | позапартійний                                    | головний спеціаліст Фонду комунального майна |                                  |
| Грищук Іван Феодосійович          | Бродівський район        | Підкамінський № 30      | позапартійний                                    | завідувач хірургічного відділення Бродівської центральної лікарні                                                                                              |                                  |
| Гук Богдан Миколайович            | Яворівський район        | Яворівський № 75        | позапартійний                                    | голова Яворівської районної ради народних депутатів |                                  |
| Гула Ярослав Омелянович           | місто Львів              | Шевченківський № 17     | член Української республіканської партії         | голова секретаріату Львівської організації Української республіканської партії, студент юридичного факультету Львівського державного університету імені Франка |                                  |
| Давидяк Степан Іванович           | місто Львів              | Франківський № 15       | позапартійний                                    | директор державного підприємства «Львівський автобусний завод»                                                                                                 |                                  |
| Дадацька Любов Василівна          | місто Борислав           | Бориславський № 19      | член Народного Руху України                      | директор Бориславського малого приватного підприємства «Фарфор»                                                                                                |                                  |
| Дем'ян Володимир Васильович       | Сколівський район        | Славський № 62          | член Конгресу українських націоналістів          | заступник голови Сколівської районної ради народних депутатів                                                                                                  |                                  |
| Держко Ігор Зиновійович           | місто Стрий              | Стрийський № 24         | член Народного Руху України                      | лікар-ординатор Стрийського пологового будинку |                                  |
| Дільний Роман Володимирович       | Яворівський район        | Івано-Франківський № 73 | член Української селянської демократичної партії | начальник головного управління сільського господарства і продовольства Яворівської районної державної адміністрації                                            |                                  |
| Добуш Юрій Дмитрович              | місто Львів              | Залізничний № 8         | член Української республіканської партії         | старший науковий співробітник Державного університету «Львівська політехніка»                                                                                  |                                  |
| Євтушик Юрій Михайлович           | місто Львів              | Франківський № 12       | член Конгресу українських націоналістів          | редактор Львівського телерадіомовного об’єднання |                                  |
| Завійський Ігор Михайлович        | Турківський район        | Турківський № 72        | позапартійний                                    | начальник Львівського обласного автодору |                                  |
| Зеленський Микола Іванович        | Бродівський район        | Бродівський № 29        | позапартійний                                    | заступник командира полку військової частини 22660 |                                  |
| Іваніцький Євстахій Прокопович    | Жидачівський район       | Ходорівський № 39       | позапартійний                                    | голова селянської спілки пайовиків імені Богдана Хмельницького                                                                                                 |                                  |
| Квасниця Іван Гаврилович          | місто Червоноград        | Червоноградський № 28   | позапартійний                                    | генеральний директор державної будівельно-монтажної фірми «Прибужжя»                                                                                           |                                  |
| Кельман Іван Іванович             | Самбірський район        | Самбірський № 59        | позапартійний                                    | генеральний директор Львівського територіального виробничого об'єднання автомобільного транспорту «Львівавтотранс»                                             |                                  |
| Ключковський Юрій Богданович      | місто Львів              | Галицький № 3           | член Народного Руху України                      | доцент Львівського державного університету імені Івана Франка                                                                                                  |                                  |
| Коваль Михайло Володимирович      | Старосамбірський район   | Хирівський № 68         | позапартійний                                    | командир військової частини А0284 |                                  |
| Козак Ростислав Васильович        | Сколівський район        | Сколівський № 61        | позапартійний                                    | директор Сколівського державного лісопромислового підприємства                                                                                                 |                                  |
| Комар Петро Панасович             | Жовківський район        | Жовківський № 40        | член Української селянської демократичної партії | начальник управління сільського господарства і продовольства Жовківської районної державної адміністрації                                                      |                                  |
| Коцюруба Ігор Іванович            | місто Червоноград        | Червоноградський № 27   | позапартійний                                    | радник з економічних питань Львівського регіонального фонду «Молода Україна»                                                                                   |                                  |
| Кравець Федір Миколайович         | місто Стрий              | Стрийський № 25         | член Української селянської демократичної партії | вчитель історії Стрийської середньої школи № 6 |                                  |
| Криворучко Юрій Зеновійович       | місто Львів              | Шевченківський № 18     | позапартійний                                    | дільничний психіатр Львівського психоневрологічного диспансеру                                                                                                 |                                  |
| Курпіль Степан Володимирович      | місто Львів              | Залізничний № 7         | позапартійний                                    | головний редактор газети «Високий Замок» |                                  |
| Куртяк Богдан Михайлович          | Кам'янсько-Буський район | Новояричівський № 46    | позапартійний                                    | генеральний директор агропромислового комплексу «Карпати» Кам'янсько-Буського району                                                                           |                                  |
| Лещишин Ігор Романович            | Пустомитівський район    | Чишківський № 56        | позапартійний                                    | заступник глави Львівської обласної державної адміністрації |                                  |
| Матрохін Володимир Ілліч          | місто Львів              | Галицький № 2           | член Соціалістичної партії України               | викладач Львівського кінотехнікуму |                                  |
| Мельник Мирон Михайлович          | Пустомитівський район    | Пустомитівський № 54    | позапартійний                                    | голова Пустомитівської районної ради народних депутатів |                                  |
| Мотринець Іван Михайлович         | місто Львів              | Франківський № 13       | позапартійний                                    | начальник Управління внутрішніх справ Львівської області |                                  |
| Остапчук Олексій Михайлович       | Радехівський район       | Лопатинський № 57       | позапартійний                                    | голова Радехівської районної ради народних депутатів |                                  |
| Павелко Євген Михайлович          | Старосамбірський район   | Старосамбірський № 67   | позапартійний                                    | головний лікар Старосамбірської центральної районної лікарні                                                                                                   |                                  |
| Павлів Богдан Омелянович          | Золочівський район       | Золочівський № 43       | позапартійний                                    | генеральний директор обласного орендного підприємства «Львівнафтопродукт»                                                                                      |                                  |
| Павлів Степан Васильович          | Стрийський район         | Стрийський № 69         | позапартійний                                    | науковий співробітник Інституту фізіології і біології тварин Української академії аграрних наук                                                                |                                  |
| Палига Євген Миколайович          | місто Львів              | Залізничний № 6         | позапартійний                                    | директор Львівського мотозаводу |                                  |
| Парубій Володимир Іванович        | Пустомитівський район    | Солонківський № 55      | позапартійний                                    | голова Львівської крайової організації Всенародного Руху України                                                                                               |                                  |
| Петрик Михайло Григорович         | місто Дрогобич           | Дрогобицький № 21       | позапартійний                                    | головний лікар Дрогобицького територіального медичного об’єднання                                                                                              |                                  |
| Пецюх Василь Федорович            | місто Дрогобич і Стебник | Стебницький № 22        | член Народного Руху України                      | керуючий справами Стебницького міськвиконкому |                                  |
| Пікулицький Іван Іванович         | Самбірський район        | Самбірський № 60        | позапартійний                                    | генеральний директор агропромислового комплексу «Самбірський»                                                                                                  |                                  |
| Пірко Григорій Євстахович         | Сокальський район        | Великомостівський № 64  | позапартійний                                    | директор Сокальського звіроплемгосподарства |                                  |
| Пісний Богдан Михайлович          | Жидачівський район       | Журавнівський № 38      | позапартійний                                    | начальник Жидачівського районного відділу внутрішніх справ |                                  |
| Рибіцький Тарас Іванович          | Сокальський район        | Сокальський № 65        | позапартійний                                    | перший заступник глави Сокальської районної державної адміністрації                                                                                            |                                  |
| Риб'як Омелян Іванович            | Дрогобицький район       | Підбузький № 36         | позапартійний                                    | Львівський обласний військовий комісар |                                  |
| Романів Євген Миколайович         | Дрогобицький район       | Меденицький № 35        | позапартійний                                    | начальник Головного контрольно-ревізійного управління у Львівській області                                                                                     |                                  |
| Салюк Андрій Зенонович            | Миколаївський район      | Розвадівський № 48      | позапартійний                                    | аспірант Державного університету «Львівська політехніка» |                                  |
| Седіло Григорій Михайлович        | Перемишлянський район    | Бібрський № 52          | позапартійний                                    | директор міжгосподарського підприємства з птахівництва Перемишлянського району                                                                                 |                                  |
| Сенчук Степан Романович           | Радехівський район       | Радехівський № 58       | позапартійний                                    | генеральний директор Львівського обласного підприємства «Агрореммашпостач»                                                                                     |                                  |
| Стаднюк Василь Васильович         | Кам'янсько-Буський район | Кам'янсько-Буський № 45 | член Української республіканської партії         | консультант Кам'янсько-Буської районної Ради народних депутатів                                                                                                |                                  |
| Стасюк Геннадій Євстахович        | Миколаївський район      | Новороздільський № 49   | член Народного Руху України                      | директор Львівського центру творчості дітей та юнацтва |                                  |
| Сторожук Сергій Степанович        | Мостиський район         | Мостиський № 50         | позапартійний                                    | генеральний директор підприємства «Мостпласт» |                                  |
| Стубінський Георгій Іванович      | Жидачівський район       | Жидачівський № 36       | позапартійний                                    | голова об’єднання «Агробуд» міста Жидачів |                                  |
| Тимків Ілля Романович             | Золочівський район       | Глинянський № 44        | позапартійний                                    | голова спілки колгоспних кооперативів села Княже Золочівського району                                                                                          |                                  |
| Трач Богдан Павлович              | місто Львів              | Личаківський № 10       | член Конгресу українських націоналістів          | лікар-хірург Львівського обласного центру медико-соціальної експертизи                                                                                         |                                  |
| Трач Василь Петрович              | місто Львів              | Франківський № 14       | позапартійний                                    | заступник директора з економічних питань державного підприємства «Львівський автобусний завод»                                                                 |                                  |
| Туркевич Леонід Михайлович        | місто Львів              | Личаківський № 9        | позапартійний                                    | начальник діагностичного центру 1120-го окружного військового госпіталю, головний рентгенолог Прикарпатського військового округу                               |                                  |
| Турчинський Ярема Остапович       | Перемишлянський район    | Перемишлянський № 53    | позапартійний                                    | генеральний директор виробничого об’єднання «Львівтрансгаз» |                                  |
| Тягнибок Олег Ярославович         | місто Львів              | Личаківський № 11       | позапартійний                                    | лікар-інтерн Львівської міської клінічної лікарні швидкої допомоги                                                                                             |                                  |
| Устименко Валентин Віталійович    | Яворівський район        | Новояворівський № 74    | позапартійний                                    | заступник генерального директора Львівського територіального виробничого об'єднання автомобільного транспорту «Львівавтотранс»                                 |                                  |
| Фурдичко Орест Іванович           | Турківський район        | Боринський № 71         | позапартійний                                    | генеральний директор Державного лісогосподарського об’єднання «Львівліс»                                                                                       |                                  |
| Хобзей Микола Кузьмич             | Жовківський район        | Куликівський № 41       | позапартійний                                    | головний лікар регіонального фтизіопульмонологічного центру |                                  |
| Чаус Олександр Михайлович         | Жовківський район        | Рава-Руський № 42       | позапартійний                                    | генеральний директор Львівського виробничого об’єднання «Полярон»                                                                                              |                                  |
| Шмідт Роман Михайлович            | місто Львів              | Галицький № 4           | член Народного Руху України                      | начальник Центру приватизації в агропромисловому комплексі Львівської області                                                                                  |                                  |
| Щерба Михайло Павлович            | Стрийський район         | Стрийський № 70         | член Народного Руху України                      | начальник відділу приватизації землі та майна АПК Стрийської районної ради                                                                                     |                                  |
| Михайлова Людмила Петрівна        | місто Львів              | Галицький № 1           | позапартійна                                     | заступник директора середньої школи № 9 міста Львова | повноваження не були затверджені |

22 липня 1994 року відбулася 1-а сесія Львівської обласної ради народних депутатів ІІ-го демократичного скликання. Головою обласної ради і облвиконкому затверджений Горинь Микола Миколайович. Заступником голови обласної ради і першим заступником голови Львівського облвиконкому обраний Гладій Михайло Васильович, а керівником секретаріату обласної ради обраний Сеник Мирослав Петрович.